# Foot-Ball Club Internazionale-Naples 1924-1925
Questa voce raccoglie le informazioni riguardanti il Foot-Ball Club Internazionale-Naples nelle competizioni ufficiali della stagione 1924-1925.

## Organigramma societario
- Presidente: Emilio Reale
- Allenatore: Bino Skasa

## Rosa
| N. |                   | Ruolo | Calciatore     |
| -- | ----------------- | ----- | -------------- |
|    | Italia (bandiera) | P     | Guido Cavalli  |
|    | Italia (bandiera) | P     | Ruscelli       |
|    | Italia (bandiera) | D     | Claar II       |
|    | Italia (bandiera) | D     | Fiori          |
|    | Italia (bandiera) | C     | Iaquinto I     |
|    | Italia (bandiera) | C     | Guidotti       |
|    | Italia (bandiera) | C     | Pino Ghisi     |
|    | Italia (bandiera) | C     | Giuseppe Marra |

| N. |                     | Ruolo | Calciatore         |
| -- | ------------------- | ----- | ------------------ |
|    | Italia (bandiera)   | A     | Francesco Fariello |
|    | Italia (bandiera)   | A     | Vincenzo Valente   |
|    | Ungheria (bandiera) | A     | Blount             |
|    | Italia (bandiera)   | A     | Osvaldo Sacchi     |
|    | Italia (bandiera)   | A     | Invorio            |
|    | Italia (bandiera)   | A     | Iaquinto II        |
|    | Italia (bandiera)   | A     | Gigliesi           |
|    | Italia (bandiera)   | A     | Canterini          |

## Risultati

### Prima Divisione - girone campano

#### Girone di andata
| Arbitro: | Reichlin (Napoli) |

|                                                     |           |                       |
| Gaia 35’ (rig.), 77’ (rig.) Mombelli 56’ Bobbio 58’ | Marcatori | 6’, 70’ (rig.) Blount |

| Arbitro: | Barionovi (Roma) |

|                             |           |  |
| Valente 54’, 63’ Blount 83’ | Marcatori |  |

| Arbitro: | Turbiani (Ferrara) |

|              |           |            |
| Steiskal 40’ | Marcatori | 15’ Blount |

#### Girone di ritorno
| Arbitro: | A. Gama (Milano) |

|                 |           |              |
| Iaquinto II 44’ | Marcatori | 71’ Verzetti |

| Arbitro: | Franciosini (Modena) |

|  |           |            |
|  | Marcatori | 15’ Blount |

| Arbitro: | Mauro (Milano) |

|            |           |            |
| Blount 72’ | Marcatori | 52’ Guasco |

## Statistiche

### Statistiche di squadra
| Competizione             | Punti | In casa | In casa | In casa | In casa | In casa | In casa | In trasferta | In trasferta | In trasferta | In trasferta | In trasferta | In trasferta | Totale | Totale | Totale | Totale | Totale | Totale | DR |
| Competizione             | Punti | G       | V       | N       | P       | Gf      | Gs      | G            | V            | N            | P            | Gf           | Gs           | G      | V      | N      | P      | Gf     | Gs     | DR |
| ------------------------ | ----- | ------- | ------- | ------- | ------- | ------- | ------- | ------------ | ------------ | ------------ | ------------ | ------------ | ------------ | ------ | ------ | ------ | ------ | ------ | ------ | -- |
| Prima Divisione-Campania | 7     | 3       | 1       | 2       | 0       | 5       | 2       | 3            | 1            | 1            | 1            | 4            | 5            | 6      | 2      | 3      | 1      | 9      | 7      | +2 |

### Statistiche dei giocatori
| Giocatore   | Prima Divisione Girone Campano | Prima Divisione Girone Campano |
| Giocatore   | Presenze                       | Reti                           |
| ----------- | ------------------------------ | ------------------------------ |
| Blount      | 6                              | 6                              |
| Canterini   | 2                              | 0                              |
| G. Cavalli  | 1                              | -4                             |
| Claar II    | 6                              | 0                              |
| F. Fariello | 3                              | 0                              |
| Fiori       | 6                              | 0                              |
| P. Ghisi    | 6                              | 0                              |
| Gigliesi    | 1                              | 0                              |
| Guidotti    | 1                              | 0                              |
| Iaquinto I  | 6                              | 0                              |
| Iaquinto II | 3                              | 1                              |
| Invorio     | 3                              | 0                              |
| Marra       | 5                              | 0                              |
| Ruscelli    | 5                              | -3                             |
| O. Sacchi   | 6                              | 0                              |
| Valente     | 6                              | 2                              |